# Xiyan (socken i Kina, Zhejiang)
Xiyan (kinesiska: 西岩, 西岩乡) är en socken i Kina. Den ligger i provinsen Zhejiang, i den östra delen av landet, omkring 73 kilometer söder om provinshuvudstaden Hangzhou.
Genomsnittlig årsnederbörd är 2 022 millimeter. Den regnigaste månaden är juni, med i genomsnitt 356 mm nederbörd, och den torraste är januari, med 72 mm nederbörd.